# 采勒恩多夫
采勒恩多夫是奥地利下奥地利州霍拉布伦县的一个市镇。总面积41.12平方公里，总人口2594人，人口密度63.1人/平方公里（2005年）。